# Saropogon axillaris
Saropogon axillaris là một loài ruồi trong họ Asilidae. Saropogon axillaris được Loew miêu tả năm 1851. Loài này phân bố ở vùng Cổ Bắc giới.